# Iris Tió
Iris Tió Casas (Barcellona, 2 novembre 2002) è una nuotatrice artistica spagnola.

## Palmarès
- Giochi olimpici

Parigi 2024: bronzo nella gara a squadre.
- Mondiali

Budapest 2022: bronzo nel team highlights
Fukuoka 2023: oro nella gara a squadre programma tecnico, bronzo nel solo tecnico e nel duo tecnico
Doha 2024: argento nella gara a squadre programma tecnico, bronzo nel duo tecnico
Singapore 2025: oro nel solo libero, nel duo libero e nel duo misto libero, bronzo nel solo tecnico, nella gara a squadre programma tecnico e nella gara a squadre programma libero
- Europei

Glasgow 2018: bronzo nella gara a squadre programma libero
Budapest 2020: argento nella gara a squadre programma libero, bronzo nella gara a squadre programma tecnico
Belgrado 2024: oro nella gara a squadre programma tecnico
Funchal 2025: oro nel duo misto libero, nella gara a squadre programma libero e nella gara a squadre programma tecnico, argento nel solo tecnico e nel duo libero, bronzo nel solo libero
- Giochi europei

Cracovia 2023: oro nella gara a squadre programma tecnico e nella gara a squadra programma libero

### Coppa del Mondo
- 20 podi:
  - 11 vittorie (5 nel duo, 4 nella gara a squadre, 1 nel singolo)
  - 6 secondi posti (5 nella gara individuale e 1 nel duo)
  - 3 terzi posti (1 nella gara individuale, 1 nella gara a squadre e 1 nel duo)

#### Coppa del mondo - vittorie
| Data             | Luogo    | Paese   | Disciplina     |
| ---------------- | -------- | ------- | -------------- |
| 14 maggio 2023   | Soma Bay | Egitto  | Duo tecnico    |
| 2 giugno 2023    | Oviedo   | Spagna  | Team tecnico   |
| 3 giugno 2023    | Oviedo   | Spagna  | Duo tecnico    |
| 28 febbraio 2025 | Parigi   | Francia | Solo tecnico   |
| 1 marzo 2025     | Parigi   | Francia | Team tecnico   |
| 11 aprile 2025   | Soma Bay | Egitto  | Team libero    |
| 13 aprile 2025   | Soma Bay | Egitto  | Duo libero Mx  |
| 2 maggio 2025    | Markham  | Canada  | Team libero    |
| 3 maggio 2025    | Markham  | Canada  | Duo tecnico Mx |
| 3 maggio 2025    | Markham  | Canada  | Duo libero     |
| 15 giugno 2025   | Xi'an    | Cina    | Duo tecnico Mx |